# Allison Munn
Allison Munn est une actrice américaine née le 7 octobre 1974. Elle est surtout connue pour son rôle en 2003 de Tina Haven dans la série Ce que j'aime chez toi. L'actrice a épousé Scott Holroyd le 17 novembre 2007.

## Filmographie

### Télévision
- 2000 : New York, unité spéciale (saison 1, épisode 12) : Emily Harlin
- 2000 : Un agent très secret : Gretchen  (2 épisodes)
- 2001-2006 : That '70s Show : Caroline
- 2002 : JAG : Sue Ellen
- 2002 : Boston Public : Janice Scott
- 2003 : Charmed : Wendy
- 2003 - 2006 : Ce que j'aime chez toi : Tina Haven
- 2009 - 2012 : Les Frères Scott : Lauren
- 2014-... : Nicky, Ricky, Dicky & Dawn : Anne Harper
- 2020-... The Big Show Show : Cassy, la femme du Big Show

### Cinéma
- 2002 : Laurier blanc
- 2005 : Rencontres à Elizabethtown (Elizabethtown) : l'hôtesse d'Accueil Charlotte
- 2005 : A Couple of Days and Nights : Tequila
- 2007 : Farm Girl in New York : Mary
- 2010 : Successful Alcoholics : Diane